# Biblioteca nazionale Széchényi
La Biblioteca nazionale Széchényi (in ungherese Országos Széchényi Könyvtár o OSZK) ha sede a Budapest ed è la biblioteca nazionale della Repubblica di Ungheria.

## Storia
La Biblioteca venne fondata nel 1802 dal patriota ungherese conte Ferenc Széchényi, che alla fine del XVIII secolo raccolse un'importante collezione di libri ungheresi acquistandoli in patria e all'estero. La raccolta venne donata nel 1802 alla nazione e aperta al pubblico; questo fatto suscitò l'interesse di altri cittadini che, seguendone l'esempio, donarono le proprie raccolte librarie.
Nel 1808 la Dieta creò il Museo nazionale ungherese, con lo scopo di raccogliere i reperti storici, archeologici e naturali dell'Ungheria ed il museo venne unito alla biblioteca.
Nel 1846 venne costruita la nuova sede del Museo a Pest e anche la biblioteca vi venne trasferita. Fu solo nel 1949 che la biblioteca venne separata dal museo e divenne nuovamente indipendente prendendo l'attuale denominazione. Nel 1985 venne trasferita nella nuova sede nel Castello di Buda.

## Collezioni
La funzione della Biblioteca venne chiaramente definita fin dalla sua origine ed è rimasta sostanzialmente invariata fino ad oggi. I compiti della Biblioteca sono di raccogliere
- tutte le opere pubblicate in Ungheria, in qualunque lingua siano scritte,
- tutte le opere pubblicate all'estero in ungherese o scritte da autori ungheresi,
- tutte le opere estere che trattino dell'Ungheria in ogni suo aspetto.

Il deposito legale garantisce alla Biblioteca di mantenere una collezione la più completa possibile di quanto viene pubblicato in Ungheria. È obbligatorio che ogni editore invii due copie gratuite di quanto viene pubblicato alla Biblioteca, compresi i materiali non librari (registrazioni sonore, video, documenti elettronici, ecc.). Oltre a questo materiale, che viene definito "Hungarica", la Biblioteca raccoglie anche opere letterarie dei popoli ungro-finnici e dei paesi vicini.
Attualmente la Biblioteca raccoglie 8 milioni di risorse che comprendono:
- 2,5 milioni di libri
- 385.000 volumi di pubblicazioni seriali (giornali e periodici)
- 270.000 documenti scritti e sonori
- 1 milione di pezzi manoscritti
- circa 200.000 mappe
- circa 320.000 immagini e incisioni
- 3 milioni di poster e piccole stampe
- copie in microfilm di più di 272 000 documenti

La collezione di libri antichi comprende:
- il primo libro stampato in Ungheria, Chronica Hungarorum stampato e pubblicato nel 1473
- 8 600 copie di opere pubblicate prima del 1711
- 1.700 incunaboli
- il più antico testo esistente in lingua ungherese, l'Orazione Funebre del XII secolo
- 35 codici Corvini dalla biblioteca di re Mattia Corvino.

## La biblioteca digitale Europeana
Indubbio merito della biblioteca nazionale Széchényi è di aver iniziato, insieme alla Biblioteca nazionale di Francia e alla Biblioteca nazionale del Portogallo, un ambizioso progetto (Europeana) per la messa a disposizione dei volumi, non solo in formato immagine, ma anche in formato testo.